# 주엘즈 산타나

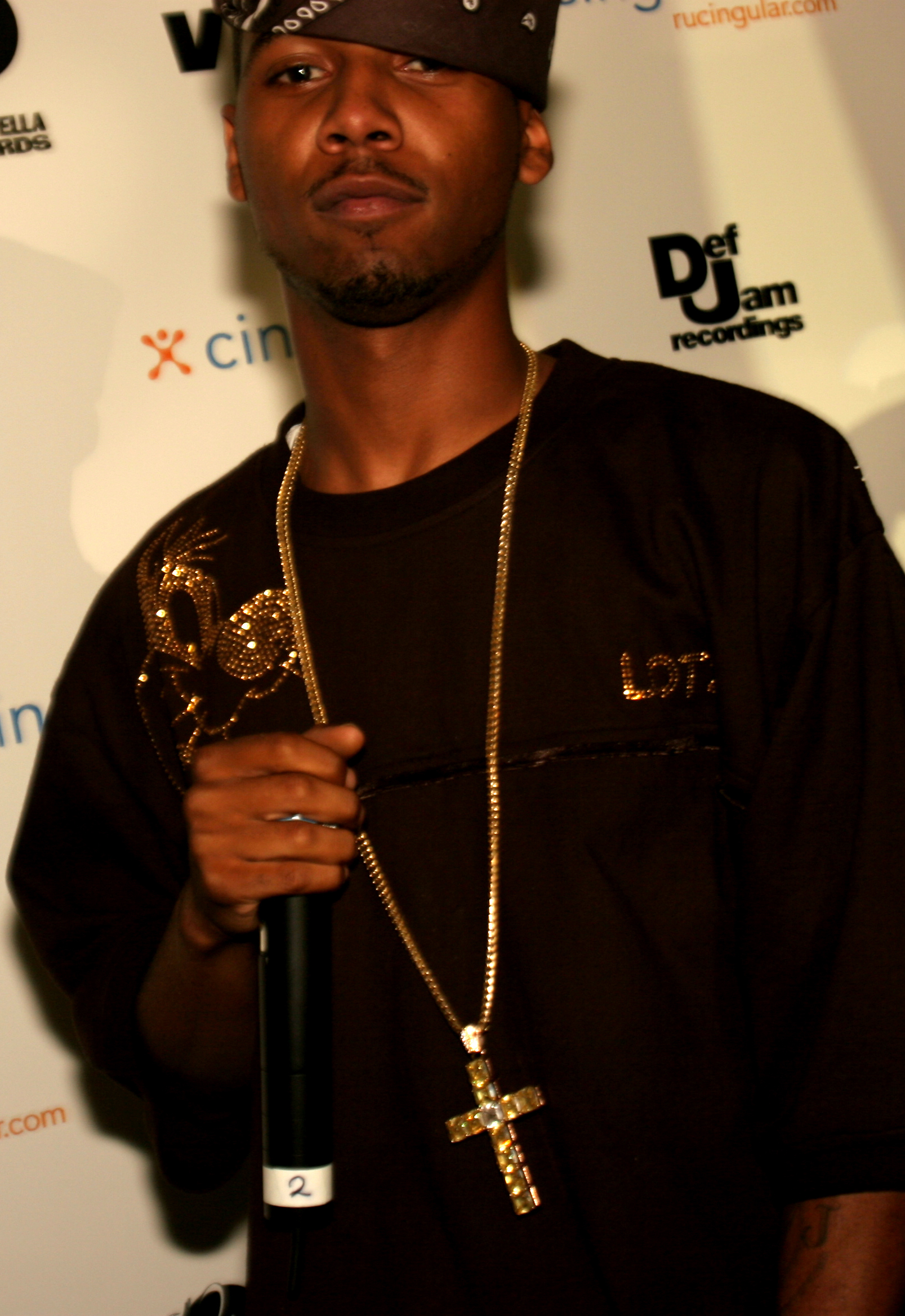

주엘즈 산타나(영어: Juelz Santana, 본명: Laron Louis James, 1983년 2월 18일 ~ )는 미국의 랩가수겸 프로듀서,배우이다. 2002년 캄론의 히트싱글인 'Hey Ma','Oh Boy'에 참여하면서 데뷔했으며, 2003년에 앨범'From Me To U'로 데뷔한다. 그는 2009년이나 2010년사이에 릴 웨인과의 합작앨범인 'My Face Can't Be Felt'를 발매할 예정이다. 또한 2008년에 짐 존스에 히트싱글인 'Pop Champagne'에 참여했다. 한때 캄론 등과 함께 락커펠라 레코드 소속이었다.

## 생애
그는 뉴욕 할렘에서 자랐다. 그는 캄론과 친해진 이후 그룹디플로맷츠에 일원이 됐으며, 2003년 데프잼 레코드에서 'From Me To U'를 발매한다. 싱글인 'Dipset'은 77위를 거두었다. ' What the Game's Been Missing!'을 2005년에 발매하고,'There It Go (The Whistle Song)','Oh Yes','Clockwork' 등은 빌보드차트에서 6위,3위,56위를 거둔다. 그는 2006년에 릴 웨인과의 합작을 내놓느다고 했지만 아직 무소식이다. 2008년 8월 그는 데프잼 레코드와 50:50 계약을 디플로맷츠와 하고,그는 현재 'Skull Gang record'소속이다.